# Tess of the Storm Country (1914)
Tess of the Storm Country é um filme mudo e a preto e branco estado-unidense, realizado por Edwin Stanton Porter e escrito por B. P. Schulberg, com base no romance homónimo de Grace Miller White. Foi protagonizado por Mary Pickford, que também participou do filme homónimo de 1922, do realizador John S. Robertson.
Em 2006, o filme foi nomeado para o National Film Registry (Registo Nacional do Cinema) pelo bibliotecário do Congresso, por sua "importância cultural, estética ou histórica".

## Elenco
- Mary Pickford como Tessibel Skinner
- Harold Lockwood como Frederick Graves
- Olive Carey como Teola Graves
- David Hartford como Skinner
- Louise Dunlap como Moll
- William Walters como Elias Graves
- Richard Garrick como Ben Letts
- Eugene Walter como Ezra Longman
- Jack Henry como Dan Jordan
- H.R. Macy como advogado DeForrest
- H.L. Griffith como velho Longman